# Relacions entre Espanya i el Japó
Les relacions diplomàtiques entre Espanya i el Japó tenen un recorregut de més de cent anys. Malgrat la llunyania han tingut una identificació mútua per les semblances que s'han trobat uns respecte els altres.
El primer contacte ocorregué el 1549, quan tres jesuïtes Francisco Javier, Cosme de Torres i Juan Fernández arribaren al port de Kagoshima.
El 1582 va haver una sèrie d'enfrontaments militars entre samurais i l'Armada Espanyola, resultant vencedors aquests últims. És l'únic enfrontament militar entre japonesos i espanyols.
Les relacions diplomàtiques s'iniciaren amb el Tractat d'Amistat, Comerç i Navegació, signat el 1868.
Consolat General del Japó a Barcelona es va establir el 1987.
Al segle XXI al Japó hi ha un gran interès per elements culturals espanyols com el flamenc i el futbol. Alhora el govern del Japó alertava als ciutadans que la delinqüència a Espanya suposa un perill.
L'abril de 2017 els Reis d'Espanya visitaren el Japó. El 2017 Japó és el segon soci comercial asiàtic d'Espanya.
El 2017 el territori valencià exportà 88 milions d'euros al Japó i importà 400 milions d'euros.
El 2018 van celebrar els 150 anys de relacions diplomàtiques entre els dos països. Eixe any Ximo Puig, president de la Generalitat Valenciana, visità el Japó per a explorar com millorar les exportacions de productes valencians al Japó.
El 2019 entra en vigor el Tractat de Lliure Comerç UE-Japó.